# Ait Bou Oulli
Ait Bou Oulli  (in arabo أيت بوعلي‎?) è un centro abitato e comune rurale del Marocco situato nella provincia di Azilal, regione di Béni Mellal-Khénifra. Conta una popolazione di 11 095 abitanti (censimento 2014).